# Georg Heinzen
Georg Heinzen (* 25. September 1953 in Düsseldorf) ist ein deutscher Schriftsteller und Drehbuchautor.

## Leben
Georg Heinzen absolvierte nach dem Besuch eines Gymnasiums in Bad Münstereifel eine Ausbildung zum Maschinenschlosser. Er war mehrere Jahre in diesem Beruf tätig. Anschließend studierte er Germanistik und Geschichte an der Universität Düsseldorf; er schloss das Studium mit dem Magistergrad ab. Seit 1985 ist er als freier Schriftsteller in Düsseldorf ansässig.
Georg Heinzen verfasste gemeinsam mit Uwe Koch zwei Prosabände und schrieb Reportagen und Kritiken für diverse Zeitungen und Zeitschriften sowie Rundfunkfeatures. Nach dem Besuch der Drehbuchwerkstatt an der Münchner Hochschule für Fernsehen liegt der Schwerpunkt seiner Arbeit auf der Entwicklung vom Fernsehdrehbüchern. Seit 2003 ist Heinzen Dozent an der Internationalen Filmschule Köln.
Georg Heinzen erhielt 1985 den Förderpreis für Literatur des Landes Nordrhein-Westfalen, sowie gemeinsam mit Uwe Koch 1986 den Förderpreis für Literatur der Landeshauptstadt Düsseldorf.
Im Januar 2012 schrieb er die Nachfolgestory zum Prosaband "Von der Nutzlosigkeit, erwachsen zu werden" mit dem Titel "Von der Nutzlosigkeit, älter zu werden".

## Auszeichnungen
- 1985: Förderpreis für Literatur des Landes Nordrhein-Westfalen
- 1986: Förderpreis für Literatur der Landeshauptstadt Düsseldorf[1]
- 2016: Kurd-Laßwitz-Preis für das beste Hörspiel (Sale)[2]

## Werke
- Heimat Stadt, Berlin 1982 (mit Uwe Koch)
- Von der Nutzlosigkeit, erwachsen zu werden, Reinbek bei Hamburg 1985 (mit Uwe Koch)
- Ich bin ein Krokodil, und du hast Angst, Reinbek bei Hamburg 1988
- Red Beach, Köln 2009
- Von der Nutzlosigkeit, älter zu werden, Gütersloh 2012

## Filmografie
- 1995: Prinz zu entsorgen
- 1998: Schlange auf dem Altar
- 1998–1999: Zugriff
- 2000: Gran Paradiso
- 1999: Millennium Love – Ich habe dich nie vergessen
- 2000: Die Salsaprinzessin
- 2000: Zwei Mädels auf Mallorca – Die heißeste Nacht des Jahres
- 2004: Was Sie schon immer über Singles wissen wollten
- 2003: Inspektor Rolle – Herz in Not
- 2004: Mogelpackung Mann
- 2005: Das beste Jahr meines Lebens
- 2010: Bella Vita
- 2010: Kommissarin Lucas – Wenn alles zerbricht
- 2012: Weniger ist mehr
- 2014: Die Briefe meiner Mutter
- 2015: Original Copy – Verrückt nach Kino (auch Regie und Produktion)